# Околиця (фільм, 1933)
«Околиця» — чорно-білий радянський художній фільм режисера Бориса Барнета, знятий на кіностудії «Межрабпомфільм» в 1933 році, за мотивами однойменної повісті Костянтина Фінна.

## Сюжет
Розмірене життя простих людей з невеликого містечка в Російській імперії змінюється з початком Першої світової війни. Чоловіки йдуть на фронт, а в місті починають з'являтися полонені німці. Для більшості мешканців міста вони уособлюють собою зло. Разом з тим знаходяться люди, що розгледіли у вчорашньому ворогові не агресора, а жертву війни і людину, гідну співчуття і участі. Поступово городяни починають розуміти, що війна їм не потрібна.

## У ролях
- Сергій Комаров — господар шевської майстерні, Олександр Петрович Грєшин
- Олена Кузьміна — Манька Грєшина
- Роберт Ердман — мешканець Грєшина, Роберт Карлович
- Олександр Чистяков — швець Петро Іванович Кадкін
- Микола Боголюбов — Микола Кадкін
- Микола Крючков — Сенько Кадкін
- Михайло Жаров — студент Краєвич
- Ханс Клерінг — німецький військовополонений Мюллер
- Олександр Жуков — городовий
- Володимир Уральський — візник Смєльчаков
- Андрій Файт — полонений німець
- Михайло Яншин — солдат

## Знімальна група
- Режисер — Борис Барнет
- Сценаристи — Борис Барнет, Костянтин Фінн
- Оператори — Михайло Кириллов, А. Спиридонов
- Композитор — Сергій Василенко
- Художник — Сергій Козловський